# Герои Кашта
Герои Кашта (арм. Կաշտի քաջեր, Кашти каджер) — средневековое армянское эпическое сказание, повествующее о национальной борьбе против войск Тамерлана.

## История возникновения и содержание
Кашт — армянское селение в окрестностях города Шатах, к югу от озера Ван. Местные жители известны в армянском фольклоре своей храбростью, доходящей до безрассудной смелости, что связано, согласно традиции, с водой здешнего родника. В эпосе «Герои Кашта» рассказывается о неповиновении армян и курдов области Шатах Тамерлану. Хотя эпос возник в конце XIV века и отражает исторические события того времени, некоторые фрагменты описывают армяно-арабские столкновения IX века. В целом, эпос тесно связан с более ранним эпосом «Сасунци Давид», который как раз возник в VII—X веках и рассказывает о борьбе армян против арабских захватчиков, причём их связь очевидна не только сюжетами, но и характеристиками некоторых героев. Так же, как древнеармянские сказания об Аратшесидах и Аршакидах придали форму эпосу «Сасунци Давид», так и тот в свою очередь повлиял на развитие «Героев Кашта». Но при этом в последнем отсутствуют некоторые традиционные черты армянского фольклора, к примеру
- нет никаких сверхъестественных сил,
- у главного героя нет серьёзных пороков,
- курды играют крайне положительную роль,
- нет красавиц-соблазнительниц — все женщины непорочны, а мужчины асексуальны.

Основная сюжетная линия эпоса — попытка перехитрить тирана. Например, своими нелогичными поступками жители Кашта обдуривают собирателей налогов, и те, считая их невменяемыми, не взимают налогов. Как и в других армянских эпосах, заплаченный золотом налог впоследствии превращается в навоз, что символизирует идею «армяне не должны захватчикам ничего, кроме навоза». Главное послание эпоса состоит в социально-политических идеях о человеческом достоинстве, праве на свободу и необходимости бороться за неё.

## Распространение и публикации
В отличие от национального эпоса «Сасунци Давид», «Герои Кашта» не получил широкого распространения и был популярен в основном в окрестностях Шатаха. Впервые эпос  опубликован в Филадельфии в 1942 году, в изложении уроженца Кашта, поэта и сказителя Карапета Ситала на восточноармянском. Версия Ситала была, однако, пропитана его социалистической идеологией. В Ереване эпос был издан в 1957 году. В 2000 году усилиями американского армениста Дж. Рассела текст Ситала был вновь переиздан вместе с комментированным переводом на английский.
издания
- Карапет Ситал. Կաշտի քաջեր (арм.). — Филадельфия, 1942. — 125 с.
- James R. Russell. The Heroes of Kasht (Kašti k'ajer): An Armenian Epic. — Caravan books, 2000. — 283 с. — ISBN 978-0882060996. (англ.) (арм.)

## Комментарии
1. ↑  Кашт (арм. Կաշտ) или Качет (арм. Կաճետ) — в прошлом одно из известных сёл Шатаха. Полностью опустошён после геноцида 1915 года.
2. ↑  Карапет Ситал (Шагинян) (1891, Кашт —1972, Филадельфия) — армянский писатель и общественный деятель, член коммунистической партии США.